# Du har aldrig begärt av mig
Du har aldrig begärt av mig är en psalm vars text och musik är skriven av Tomas Boström år 1979.

## Publicerad i
- Psalmer i 90-talet som nr 882 under rubriken "Gemenskapen med Gud och Kristus"
- Psalmer i 2000-talet som nr 954 under rubriken "Gemenskapen med Gud och Kristus"